# Pain Rudposht
Pain Rudposht (em persa: پائين رودپشت, também romanizada como Pā’īn Rūdposht e Pā’īn Rūd Posht; também conhecida como Pā’īn Rūd Posht-e Pā’īn Maḩalleh) é uma aldeia do distrito rural de Dehgah, situada no condado de Astaneh-ye Ashrafiyeh, na província de Gilan, no Irã. Segundo o censo de 2006, sua população era de 1 109, em 368 famílias.